# Tintinnidiidae
Famille
Les Tintinnidiidae sont une famille de Ciliés de la classe des Oligotrichea et de l’ordre des Choreotrichida.

## Étymologie
Le nom de la famille vient du genre type Tintinnidium, dérivé du latin tintinn-, « clochette », accolé à la désinence grecque εἰδός / eidós, « forme ; apparence », littéralement « ayant l'apparence d'une clochette », en référence à la forme des lorica (loges) de cet organisme.

## Description
Les Tintinidium sont des animalcules excrétant un tube ou lorica cylindrique et gélatineux, attaché par sa base à des plantes aquatiques, ou rarement à des tiges de Zoothamnium (en) ou d'Epistylis (en) ; parfois en nage libre.
La lorica est transparente, mais généralement recouverte d'une quantité de particules végétales ou autres qui y adhèrent. L'animalcule (contenu par la lorica) est blanc, campanulé (c'est-à-dire en forme de fleur de campanule), attaché à la base du tube par un pédicule grêle très rétractile ; lorsqu'il est complètement étendu, n'atteignant que l'embouchure du tube, ou se projetant très légèrement au-delà.
Le péristome occupe presque toute la largeur du tube, le bord pas du tout ou très peu recourbé. Le bord du péristome est d'un côté entier, portant un certain nombre de cils longs, épais, cirrose ; l'autre côté porte très peu de cils cirroses, plus courts, et apparemment fendu en trois divisions, celle du milieu ne portant pas de cils ; cette division médiane palpite régulièrement de haut en bas comme sur une charnière. Sur la partie antérieure du corps, sous le bord du péristome, se trouvent quelques soies courtes, droites et fines placées perpendiculairement à la marge. Il existe une seule vésicule contractile, sphérique, située un peu au-dessous du bord du péristome.
Les animalcules sont souvent non attachés à leur tube ; ils s'échappent alors à volonté du tube et deviennent nageurs libres. Ils peuvent facilement être confondus avec des vorticelles libres. Les cils adoraux sont disposés en spirale comme dans le genre Strombidium, et le mouvement est rapidement roulant.
Longueur de l'animalcule, y compris le pédicule : 100 µm.

## Habitat et répartition
Ces ciliés vivent en mer, en eau saumâtre et en eau douce, et ont une répartition cosmopolite.

## Liste des genres
Selon GBIF (17 octobre 2022) :
- Leprotintinnus Jörgensen, 1899
- Tintinnidium Kent, 1881

## Systématique
Le nom valide de ce taxon est Tintinnidiidae Kofoid & Campbell, 1929.

## Publication originale
- (en) Kofoid et Campbell, A conspectus of the marine and freshwater ciliata belonging to the suborder Tintinnoinea, with descriptions of new species principally from the Agassiz Expedition to the Eastern Tropical Pacific 1904-1905, Université de Californie, 1929 (lire en ligne  [PDF])